# Hallenser Senioren-Convent

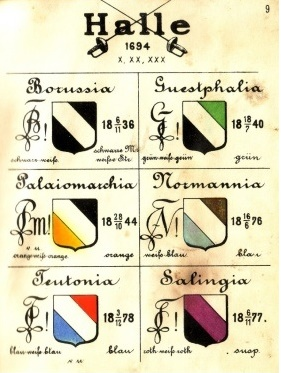
Hallenser Senioren-Convent (1884)

Der Hallenser Senioren-Convent ist der Senioren-Convent der Corps an der Martin-Luther-Universität Halle-Wittenberg. Mit seiner über 200-jährigen Geschichte gehört er zu den ältesten studentischen Institutionen.

## Geschichte

### Die alten Landsmannschaften
Nach der Gründung der Friedrichs-Universität Halle im Jahr 1694 sind auch alte Landsmannschaften schon bald nachweisbar. Von deren Existenz zeugt ein königliches Hof-Reskript vom 22. November 1717, das die Behörden veranlasste, Landsmannschaften zu unterdrücken. In der Folge etablierten sich die von anderen Universitätsstädten bekannten Orden, doch auch Landsmannschaften tauchten immer wieder auf, standen jedoch meist mit einem der Orden in näherer Verbindung. Bei der Huldigung des Ministers Eberhard von der Recke am 21. Oktober 1786 sind Schlesier, Magdeburger, Westfalen, Märker, Ostfriesen, Preußen, Halberstädter und Pommeraner nachgewiesen, die auch schon bestimmte Farben an ihren Uniformen und Hüten trugen.

### Die Hallenser Kränzchen 1789–1813

#### Abgrenzung zu den Orden und erstes Verbot
Mit der Stiftung des westfälischen Kränzchens 1789 änderte sich die Stellung der Kränzchen zu den Orden und sie begannen sich deutlich von letzteren abzugrenzen. Dem Beispiel der Westfalen folgten 1791 die Schlesier, Pommern und Märker und 1792 die Magdeburger, die nun offen ordensfeindlich auftraten und ihren Mitgliedern die Mitgliedschaft in einem Orden untersagten. Die ersten Jahre sind oft davon geprägt, dass Ordensmitglieder versuchten die Kränzchen zu unterwandern und zu sprengen, was ihnen nur teilweise gelang. Im Jahr 1795 stiftete sich außerdem noch ein halberstädtisches Kränzchen. Da auch die Behörden versuchten, die Orden zu unterdrücken, duldeten sie die Kränzchen zunächst, da sie ihnen dabei behilflich waren. Dies ging so weit, dass Professoren öffentliche Kommerse der Kränzchen besuchten und Vertreter der Marchia 1794 sogar nach Berlin reisten, um mit dem Kultusminister über das bevorstehende Universitätsjubiläum zu beraten. Nachdem die Orden weitestgehend zurückgedrängt waren, begannen die Behörden auch die Kränzchen zu verfolgen und es erging am 8. März 1796 ein erstes Verbot, weshalb sich alle Kränzchen am 31. März 1796 auflösten. Die meisten rekonstituierten aber schon wenige Monate später.

#### Kartellpunkte der Kränzchen um 1800
Ein historisch wertvolles Dokument ist uns mit den leider undatierten Kartellpunkten der Hallenser Kränzchen überliefert. Da Südpreußen, das erst 1793 aus Teilen Großpolens gebildet worden war als Rekrutierungsgebiet der Schlesier genannt wird und sowohl die Kränzchen der Magdeburger und Halberstädter noch erwähnt werden, legte Friedrich Wilhelm König den Entstehungszeitraum auf 1793–1802 fest. Anhand der Erwähnung der Halberstädter, die erst 1795 gestiftet wurden, hätte er den Zeitraum schon weiter eingrenzen können. Dies tat nach ihm Wilhelm Fabricius, der aufgrund der Annahme, die Magdeburger hätten erst 1799 angefangen, Sachsen in ihre Reihen aufzunehmen, den Zeitraum auf 1799–1801 einengte. Da die Aufnahme von Sachsen bei den Magdeburger aber nachweislich schon mindestens seit Februar 1796 erfolgte, verwarf Erich Bauer diese Einschätzung und vermutete, das in Stammbucheinträgen zu findende Datum vom 12. Mai 1799 sei das Entstehungsdatum der Kartellpunkte. Allerdings kann auch diese Datierung nicht korrekt sein, da ihm entgangen ist, dass das märkische Kränzchen erst Anfang September 1799 rekonstituiert wurde und daher im Mai 1799 wohl kaum Erwähnung in den Kartellpunkten gefunden hätte. Da andererseits die Halberstädter und Westfalen erwähnt sind, und letztere noch vor Stiftung der Halberstädter (21. Mai 1795) im März 1795 suspendiert hatten, kommt nur ein Zeitraum für die Entstehung der Kartellpunkte in Betracht. Sie müssen zwischen der Rekonstitution der Märker am 5. September 1799 und dem am 3. November 1801 veröffentlichten Aufruf zur Selbstanzeige der Kränzchen entstanden sein. Eine genauere Datierung muss weiteren Erkenntnissen vorbehalten bleiben.
In den Kartellpunkten sicherten sich die Kränzchen gegenseitige Unterstützung zu und teilten die Kantone unter sich auf. Damit wurde jedem Kränzchen ein bestimmtes Gebiet zugeordnet aus dem es Nachwuchs rekrutieren konnte, wobei der Geburtsort maßgeblich war. Außerdem enthalten die Kartellpunkte Bestimmungen über die Beilegung von Streitigkeiten und die Ausführung von Partien und Duellen.

#### Verbot, Duell bei Reideburg und Auflösung der Universität

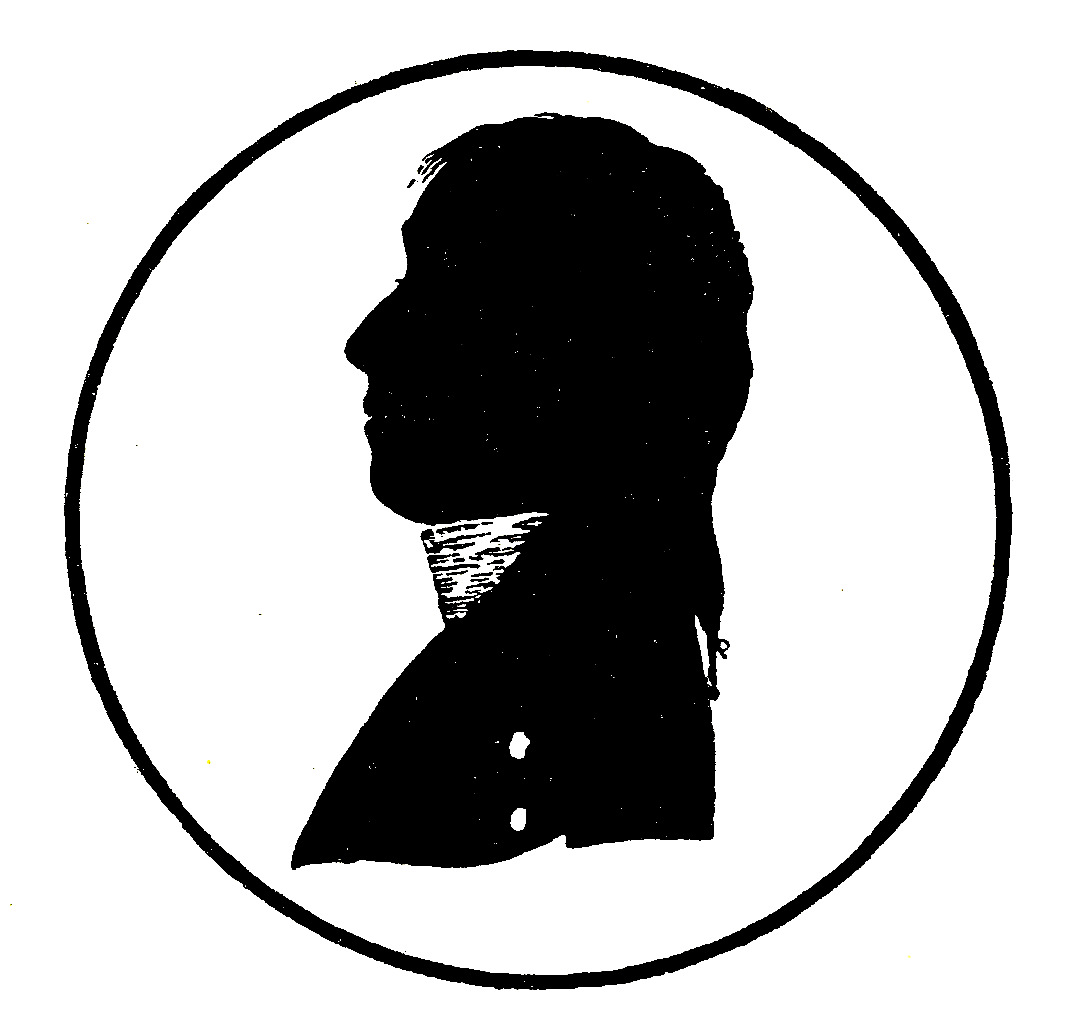
Silhouette des Sachsen Kahmann, der am Duell bei Reideburg beteiligt war

Zum Jahrhundertwechsel veranstalteten die Kränzchen am 31. Dezember 1800 einen Fackelzug durch die Stadt. In Halle verkehrten sie um diese Zeit hauptsächlich in der Egge, dem Lokal des Gärtners Krause vor dem Steinthor und dem Barthschen Weinberg. Partien fanden im Gasthaus des Zacharias Schmidt in Reideburg, auf der Dölauer Heide, im Wald bei Liebenau und in Böllberg statt.
Einige Monate später, am 3. November 1801, wurde ein Publikandum veröffentlicht, in dem die Kränzchen aufgefordert wurden sich beim Senat selbst anzuzeigen. Gleichzeitig wurde ihnen darin Straffreiheit bei gleichzeitiger Selbstauflösung in Aussicht gestellt. Alle bestehenden Kränzchen – Westfalen, Halberstädter, Magdeburger, Schlesier, Märker und Pommern – kamen dem Aufruf nach und meldeten die Anzahl ihrer Mitglieder. Daraufhin erging am 26. Januar 1802 ein offizielles Verbot der Kränzchen.
Sie blieben allerdings nicht lange suspendiert, sondern haben praktisch einfach fortbestanden, so dass das neuerliche Verbot genauso wirkungslos blieb wie schon frühere Versuche die Kränzchen zu unterdrücken. In der Folgezeit vereinigten sich die Magdeburger und Halberstädter, die schon früher zusammenhingen und zahlenmäßig am schwächsten waren, am 21. Juni 1802 zur Saxonia.
Dass das Verbot von den Studenten nicht beachtet wurde, blieb auch den Behörden nicht lange verborgen, nachdem das Fortbestehen der Kränzchen nach dem Duell bei Reideburg offenkundig wurde. Im Jahr 1801 waren einige Hallenser Studenten zu Gast in Leipzig gewesen, wo sie von Leipziger Studenten in ihrer Unterkunft bedrängt und beschimpft wurden. Daraufhin verhängte die Hallenser Studentenschaft über die Leipziger den Verschiss. Im Jahr 1803 kam es zu Verhandlungen zwischen den beiden Studentenschaften und man einige sich darauf, die Sache mit sechs Partien am 13. März 1803 bei Reideburg zu bereinigen. Als erstes fochten der Pommer Gibson und der Sachse Kahmann, die ihren Leipziger Gegenpaukanten jeweils verwundeten. Als drittes trat der Märker Oppen an, der aufgrund eines Schmisses im Gesicht abgeführt werden musste. 

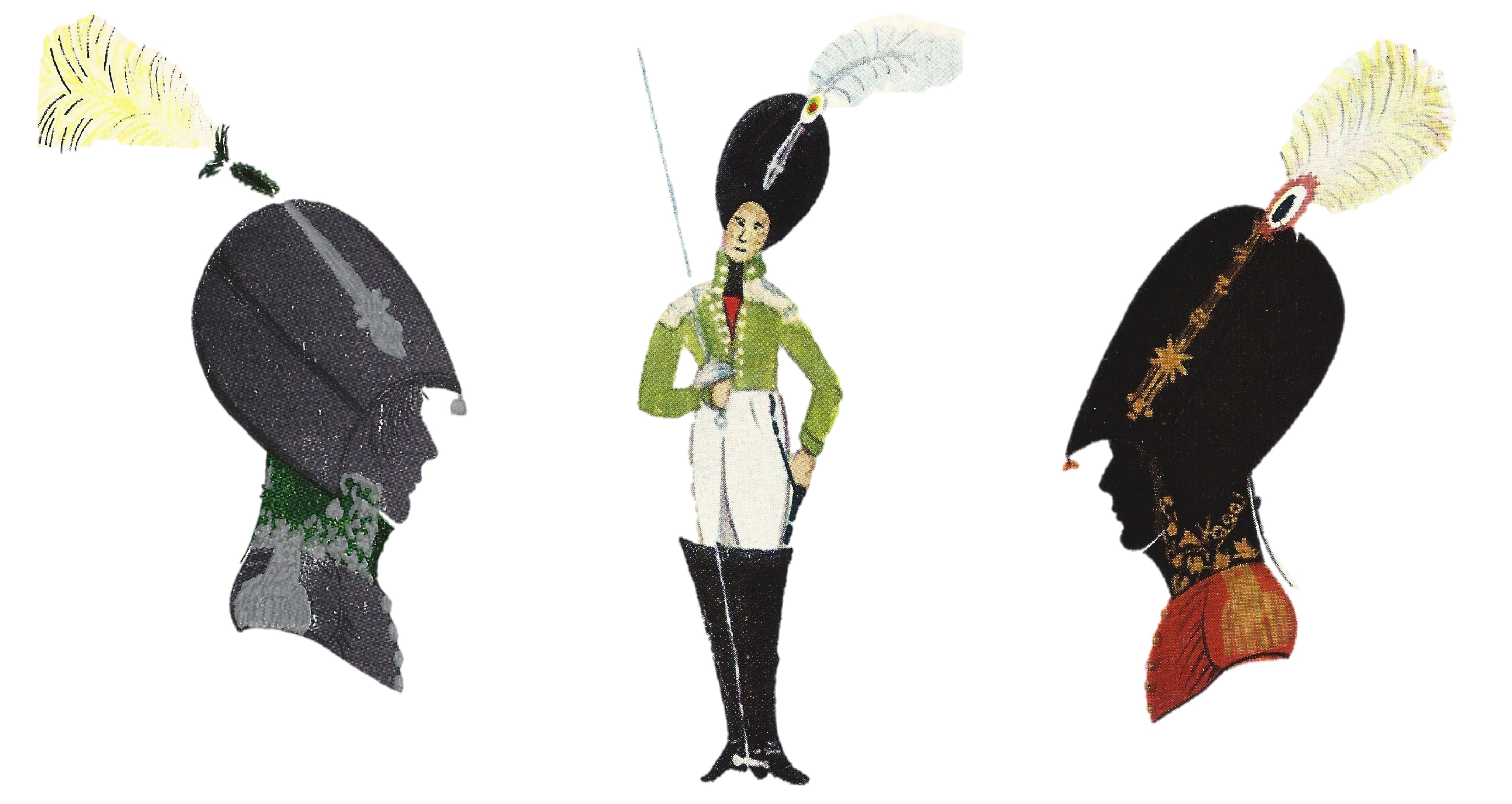
Westfälische, sächsische und schlesische Burschentracht in Halle um 1805

In der vierten Partie wurde der Westfale Wiedenhoff von seinem Gegenpaukanten derart schwer verwundet, dass er kurz darauf seinen Verletzungen erlag. Nun wurde mit aller Härte gegen die Kränzchen vorgegangen und die an den Partien Beteiligten wurden jeweils zu zehn Jahren Festungshaft verurteilt, von denen ihnen später sieben erlassen wurden. In der Folge des Duells lösten sich die Kränzchen wohl offiziell auf, bestanden aber wie schon zuvor im Geheimen weiter. Schon am 10. September 1803 unterzeichneten sie einen neuen Comment.
In der folgenden Zeit wird es etwas ruhiger um die Kränzchen, da auch die Universitätsbehörden akzeptiert hatten, dass sie nicht völlig auszurotten waren. Die Tagebücher Eichendorffs und seine Beschreibungen des Burschenlebens und der Burschentracht in Halle sind für diese Zeit eine wichtige Quelle.
Am 17. Oktober 1806 wurde Halle von den Franzosen erobert und Napoleon ließ die Universität schon zwei Tage später aufheben. Somit kam auch das korporative Leben in Halle zum Erliegen.

#### Oelze’scher Skandal 1810
Nach der Wiedereröffnung der Universität Ostern 1808 sind bald Saxonia und Guestphalia durch einen Briefwechsel mit Studenten der Universität Helmstedt wieder nachweisbar. Dort hatten sich zwei gleichnamige Kränzchen gebildet, die sich nach kurzer Zeit aufgrund des behördlichen Drucks wieder auflösen mussten. Deshalb schimpften die Hallenser diese in einem Brief „elende Wichte“, woraufhin ihnen die Helmstedter „dumme Jungen“ erwiderten. Beide Parteien steckten sich daraufhin gegenseitig in Verruf.
Als die Universität Helmstedt Ostern 1810 aufgelöst wurde, kamen zahlreiche Studenten von dort nach Halle, um ihr Studium fortzusetzen. Darunter war auch der Student Oelze, der zuvor Angehöriger der sächsischen Landsmannschaft in Helmstedt gewesen war und als solcher noch im Verruf steckte. Nachdem er von Guestphalia und Saxonia aufgefordert wurde, sich ehrlich zu pauken, ging er zunächst mit dem Westfalensenior los, erhielt aber schon im ersten Gang Prügel. Er bot Satisfaktion an, die die Gegenseite jedoch verweigerte. Als er die Partie 14 Tage später fortsetzen sollte, weigerte er sich und wurde daraufhin mit allen, die mit ihm verkehrten, in Verschiss gesteckt.
Da einige Studenten zu Oelze hielten und sich nicht der Gerichtsbarkeit der Kränzchen unterwarfen, kam es in der Folgezeit immer wieder zu öffentlichen Schlägereien zwischen den beiden Gruppen. Schließlich machte Oelze am 18. Juli 1810 Anzeige von den Vorfällen und es kam zu Untersuchungen gegen die Kränzchen, in deren Folge Saxonia kurzzeitig suspendieren musste, aber schon ab dem 28. August 1810 wieder in Erscheinung trat.
Aus der Gruppe nichtkorporierter Studenten um Oelze bildete sich bald eine Verbindung mit dem Namen „Res Publica“ und den Farben schwarz-rot-gold. Sie wurde von der Partei um die Kränzchen „Sulphuria“ oder „Schwefelbande“ genannt. Im Gegenzug versahen diese die Kränzianer mit dem Begriff „Pechhengste“. Durch den Weggang zahlreicher ehemaliger Helmstedter Studenten, schwand die Zahl der Schwefelbande und nach einigen heftigen Duellen und Prügeleien zwischen den beiden Gruppen wurde Frieden geschlossen und die „Res Publica“ löste sich auf. Aus ihren Resten rekonstituierten sich Marchia und Pomerania, außerdem stiftete sich eine Borussia. In Halle bestanden also fortan fünf Kränzchen.

#### Auflösung der Universität 1813 und Stiftung der Teutonia
Ostern 1813 wurde die Universität abermals aufgehoben, wofür diesmal die Befreiungskriege der Grund waren. Die Angehörigen der Marchia und vier Pommern hatten sich bereits am 13. Februar 1813 auf den Weg nach Breslau gemacht, um sich dem Lützower Freikorps anzuschließen. Sie waren schon frühzeitig in Kontakt zu Friedrich Ludwig Jahn geraten, der zuvor drei Berliner Studenten nach Halle geschickt hatte, um die Stimmung für ein nach seinen Plänen zu errichtendes Freikorps zu ergründen. Das studentische Leben kam abermals völlig zum Erliegen und so suspendierten nach Marchia auch die übrigen vier Kränzchen.

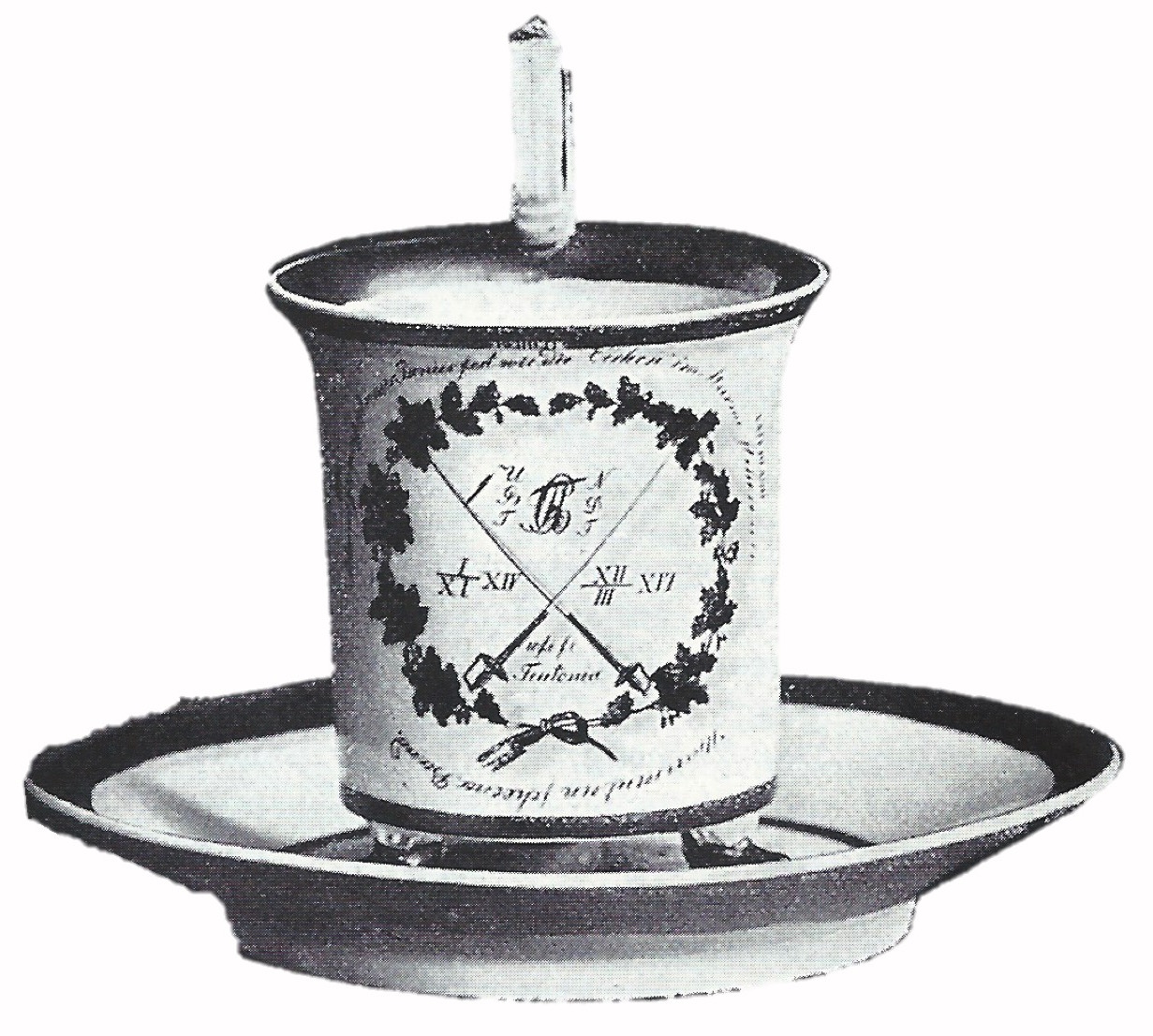
Tasse mit Bundeszeichen der Teutonia von 1814

Nachdem am 27. November 1813 die Universität feierlich wiedereröffnet wurde und einige Studenten an diese zurückkehrten, schlossen sich die ehemaligen Angehörigen der Hallenser Kränzchen, beseelt vom vereinten Kampf gegen Napoleon, in der am 11. Januar 1814 gestifteten Teutonia zusammen. Sie hatte die Farben schwarz-weiß und die Wahlsprüche „Ewigkeit geschwornen Eiden“ sowie „Ehre Freiheit Vaterland“. Sie war damit ein Vorläufer der am 12. Juni 1815 gegründeten Urburschenschaft in Jena. Dass sie dennoch nicht voll der burschenschaftlichen Linie folgte wird allerdings dadurch deutlich, dass sie noch nach der Gründung der Urburschenschaft in Jena am 7. September 1815 einen Garantievertrag mit Lusatia Leipzig schloss.
Die Angehörigen der Teutonia verstanden sich als einzige Vertreter der Studentenschaft und dieser Anspruch gipfelte auch darin, andere Studenten zu züchtigen, wenn sie nicht den moralischen Maßstäben – an die sich oft selbst nicht gehalten wurde – genügten. So bearbeiteten Angehörige der Teutonia einen Studenten 1817 mit der Hetzpeitsche, weil er sich mit dem Verkauf von Literatur seinen Wechsel aufbesserte. Die anschließende Untersuchung der Behörden führte im März 1817 zum Verbot der Teutonia, die aber im Geheimen noch bis 14. Februar 1819 fortbestand. An diesem Tag beschloss sie ihre Selbstauflösung.

### Der Senioren-Convent ab 1819

#### Gründung des SC
Nachdem sich zwei Tage zuvor erneut eine Pomerania aufgetan hatte, gründeten sich schon am selben Tag erneut eine Guestphalia und eine Marchia. Guestphalia und Pomerania schlossen schon am 15. Februar einen Kartellvertrag, dem Marchia wenige Tage später beitrat. Noch im selben Jahr wird kurzzeitig eine Palatina in den Senioren-Convent aufgenommen und im folgenden Jahr stiftete sich eine Neomarchia, die sich kurz darauf in Thuringia umbenannte.
In Folge einer Schlägerei zwischen Halloren und Studenten am 25. Mai 1820 kam es zu Untersuchungen seitens der Behörden, woraufhin der SC am 20. Juni 1820 die Selbstauflösung erklärte.
Jetzt war es Saxonia, die sich als erste am 14. November 1820 erneut stiftete. Ihr folgten mit wenigen Tagen Abstand Marchia, Pomerania und Thuringia. Diese vier nun bestehenden Kränzchen schlossen wenige Tage später einen noch heute erhaltenen SC-Comment, in dem Saxonia als älteste Landsmannschaft anerkannt wird.
Am 4. März 1821 beschlossen die SC zu Jena, Halle und Leipzig die Einrichtung eines Allgemeinen Senioren-Convents (ASC), der bis 1842 jährlich an unterschiedlichen Orten im Geheimen tagte und als Vorläufer der Kösener Senioren-Convents-Verbandes gilt.

#### Auszug nach der Broyhahnschenke 1822 und Streitigkeiten
Die Jahre ab 1819 waren von scharfer Verfolgung durch die Behörden geprägt, nachdem der Regierungskommissar von Witzleben nach Halle entsandt wurde und den burschen- und landsmannschaftlichen Umtrieben ein Ende setzen wollte. Unter ihm kam es immer wieder zu willkürlichen Verhaftungen einzelner Studenten.
Unter diesem Eindruck verständigten sich die Landsmannschaften mit der Burschenschaft und schmissen mit Steinen die Fenster der Wohnung von Witzlebens ein. Dieser ließ umgehend eine große Anzahl Studenten verhaften und nachdem die Forderung nach Freilassung derselben von Seiten der Studenten unerhört blieb, beschlossen diese die Universität in Verschiss zu stecken und Halle zu verlassen. Am 7. Februar 1822 kam es unter Beteiligung von mehr als der Hälfte der Studenten zu einem biblisch-parodierenden Auszug der Studenten nach der Broyhahnschenke bei Ammendorf, wovon eine Chronik erhalten ist.
Nachdem sich die Studenten in der Schenke verschanzt hatten und sich weigerten ihre Studien wieder aufzunehmen, schickte die Universität Unterhändler, die mit den Studenten eine Einigung erzielen sollten. Nachdem den Forderungen der Studenten weitestgehend nachgegeben wurde, zogen die Studenten wieder nach Halle und steckten dort diejenigen in Verschiss, die sich am Auszug nicht beteiligt hatten.
Im Jahr 1823 kommt es erstmals zu einer Spaltung des SC, nachdem der Sachse Sprengel am 8. Februar im angetrunkenen Zustand im Bierlokal „Zur Schleuse“ geäußert hatte, Saxonia hätte sich immer am besten gepaukt. Zwei anwesende Pommern kontrahierten Sprengel noch am selben Abend und Pomerania beschloss ihm eine Pro-Patria-Suite zu stürzen, sollte er seine Äußerung nicht zurücknehmen. Saxonia erklärte daraufhin am 15. Februar, dass Sprengel nicht deprezieren werde und stürzte Marchia, Pomerania und Thuringia jeweils eine PP. Diese wiesen die gestürzten Suiten als unbegründet zurück und verhängten über Saxonia den Verschiss. Durch Vermittlung der SC zu Jena und Leipzig konnte die Spaltung bald überwunden werden. Wohl infolgedessen traten einige Mitglieder der Saxonia aus und stifteten am 2. März das Corps Sileso-Borussia. Im folgenden Jahr kam das korporative Leben in Halle durch die Unterdrückung der Behörden gänzlich zum Erliegen und zwischen dem 17. Februar und 1. Oktober 1824 fanden keine SC-Sitzung statt. Dies hatte wiederum zur Folge, dass die Studentenschaft untereinander enger zusammenrückte. Als ab dem 1. Oktober mit Pomerania und Sileso-Borussia wieder ein SC bestand, am 15. Dezember Marchia dazukam und sich bald darauf seit 1820 erstmals am 3. Februar 1825 eine Guestphalia wieder zum SC gesellte, war das Verhältnis zur örtlichen Burschenschaft ein friedliches.

#### Schlägerei mit Handwerksgesellen 1826 und Schattendasein

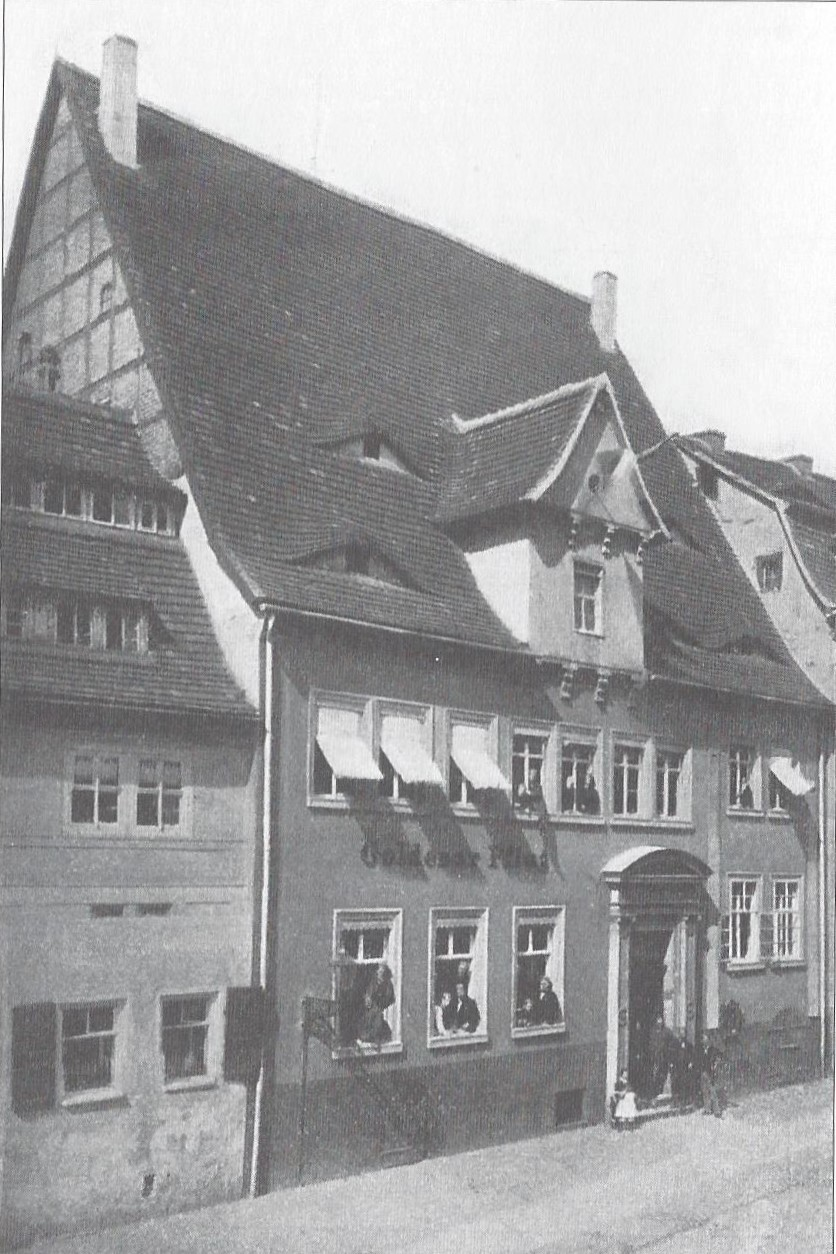
Gasthaus zum Pflug

Am 4. August 1826 fand im Nachgang zum Geburtstag Friedrich Wilhelms III. ein Tanzvergnügen in Diemitz statt. Währenddessen kam es zu einer wilden Schlägerei zwischen Studenten und Handwerksgesellen, bei der die wenigen Studenten bald unterlagen. In Halle verbreitete sich diese Nachricht und der Ruf „Burschen heraus!“ ließ zahlreiche Studenten nach Diemitz eilen, um ihre Kommilitonen zu unterstützen. Dabei wurde das Gasthaus bis auf die Mauern zerstört. Wie schon zuvor, erfolgten auch nach diesem Vorfall strengste Untersuchungen und neben zahlreichen leichteren Strafen wurden viele Studenten relegiert und konsiliiert.
Da Sileso-Borussia im Nachgang keines ihrer Mitglieder benennen konnte, welches dem Ruf „Burschen heraus!“ gefolgt war, steckte der SC das Corps am 28. November 1826 in den Verschiss, der erst Anfang 1827 wieder aufgehoben wurde.
Nachdem der Regierungsrat von Witzleben sein Amt im April 1828 niedergelegt hatte, hofften die Studenten auf ruhigere Zeiten. Allerdings verfolgte der auf Witzleben folgende Kriminaldirektor Schulze einen ebenso harten Kurs, weshalb die Corps vermieden, irgendwie öffentlich in Erscheinung zu treten. Beim Jahreswechsel 1830/1831 kam es nach der Verhaftung des Pommern Gibson am Neujahrstag zu einer öffentlichen Befreiungsaktion, in Folge derer der Regierungsbevollmächtigte Delbrück nach Halle entsandt wurde, um den Verbindungen endgültig den Garaus zu machen. Am 8. Februar mussten sämtliche Studenten, welche unter dem Verdacht standen, einer Verbindung anzugehören oder nahezustehen, ihrer Zugehörigkeit öffentlich abschwören und Paukmaterial bei den Behörden abliefern. Schon am folgenden Tag beschlossen der SC und die Burschenschaft gemeinsam, dass der tags zuvor geleistete Eid für sie nicht bindend sei. Dennoch fristeten die Corps in den folgenden Jahren, die von zahlreichen Suspensionen und Rekonstitutionen geprägt waren, nicht mehr als ein Schattendasein. In diese Zeit fällt auch die Existenz mehrerer kurzlebiger Corps wie Rhenania, Thuringo-Guestphalia, Neoborussia und einer weiteren Borussia.
Ende der 1830er bildete sich eine Gruppe Studenten, die im Gasthaus zum Pfluge kneipten und „Kannibalen“ genannt wurden. Aus dieser Gruppe entstanden 1838 erneut eine Guestphalia und eine Marchia.
Ruhigere Zeiten brachen erst an, als Friedrich Wilhelm IV. am 10. August 1840 eine Amnestie erließ, die es auch zahlreichen relegierten Studenten ermöglichte, ihre Studien abzuschließen. Von nun an waren zumindest die Corps keiner größeren Verfolgung mehr ausgesetzt und die Behörden konzentrierten sich nur noch auf die politischen Burschenschaften.

#### Spaltungen, Progress und Verbandsgründung
Anfang des Wintersemesters 1843/44 trat erneut eine Spaltung des SC zwischen Borussia und Marchia einerseits und Saxonia und Guestphalia andererseits ein. Der Grund für die Spaltung konnte bisher nicht ermittelt werden. Beide Seiten verstärkten sich und so rezipierten Saxonia und Guestphalia eine 1843 neugestiftete Pomerania und Borussia und Marchia eine 1844 gestiftete Thuringia. Die Gründe der Spaltung können nicht allzu gravierend gewesen sein, denn man verbat sich die Einmischung anderer SC und vereinigte sich schon am 11. Juni 1844 wieder zu einem gemeinsamen SC, der nun in der Altersreihenfolge aus Saxonia, Borussia (1836), Marchia (1838), Guestphalia (1840), Pomerania (1843) und Thuringia (1844) bestand.
1844 konstituierte sich unter Einbeziehung von Nichtkorporierten ein „Allgemeiner Convent“ (AC), der die Bildung von neuen Kränzchen mit progressistischer Ausrichtung forcierte. Als der Allgemeine Convent den relativen Duellzwang einführte, der es dem Beleidigten überließ, ob er sich mit der Waffe oder durch ein Ehrengericht Satisfaktion verschaffen wollte, kam es 1846 erneut zu einer Spaltung des Hallenser SC. Die konservativen Corps Marchia, Guestphalia und Thuringia standen zur unbedingten Satisfaktion, verließen den AC und bildeten einen eigenen Senioren-Convent.
Borussia und Pomerania blieben mit den Kränzchen der Altmärker und Franken im AC. Die 1802 erstmals aufgetretene und später wiederholt suspendierte Saxonia rekonstituierte 1848 und stellte sich zunächst ebenfalls auf die Seite des Progresses, veranlasste aber am 30. Oktober 1848 die Auflösung des AC. Pomerania hatte schon vorher die Seiten gewechselt und Thuringia hatte sich aufgelöst. Die Spaltung des SC bestand dennoch zunächst fort: den Corps Marchia, Pomerania und Guestphalia standen die progressistischen Corps Borussia, Palaiomarchia, Saxonia, sowie die 1848 aus einem Kränzchen der Naumburger hervorgegangene Cheruscia und der aus dem Kränzchen der Franken hervorgegangenen Franconia gegenüber. Am 4. Dezember 1848 steckten sich beide Parteien gegenseitig in Verruf. Im Juli 1849 kam es zu Verhandlungen zwischen beiden Seiten. Nachdem Borussia sich schon am 5. November 1849 dem alten SC angeschlossen hatte, folgte Saxonia am 18. Januar 1850. Cheruscia und Franconia lösten sich auf. Palaiomarchia wurde als letztes Corps der Spaltungsperiode am 7. Dezember 1850 in den SC rezipiert.

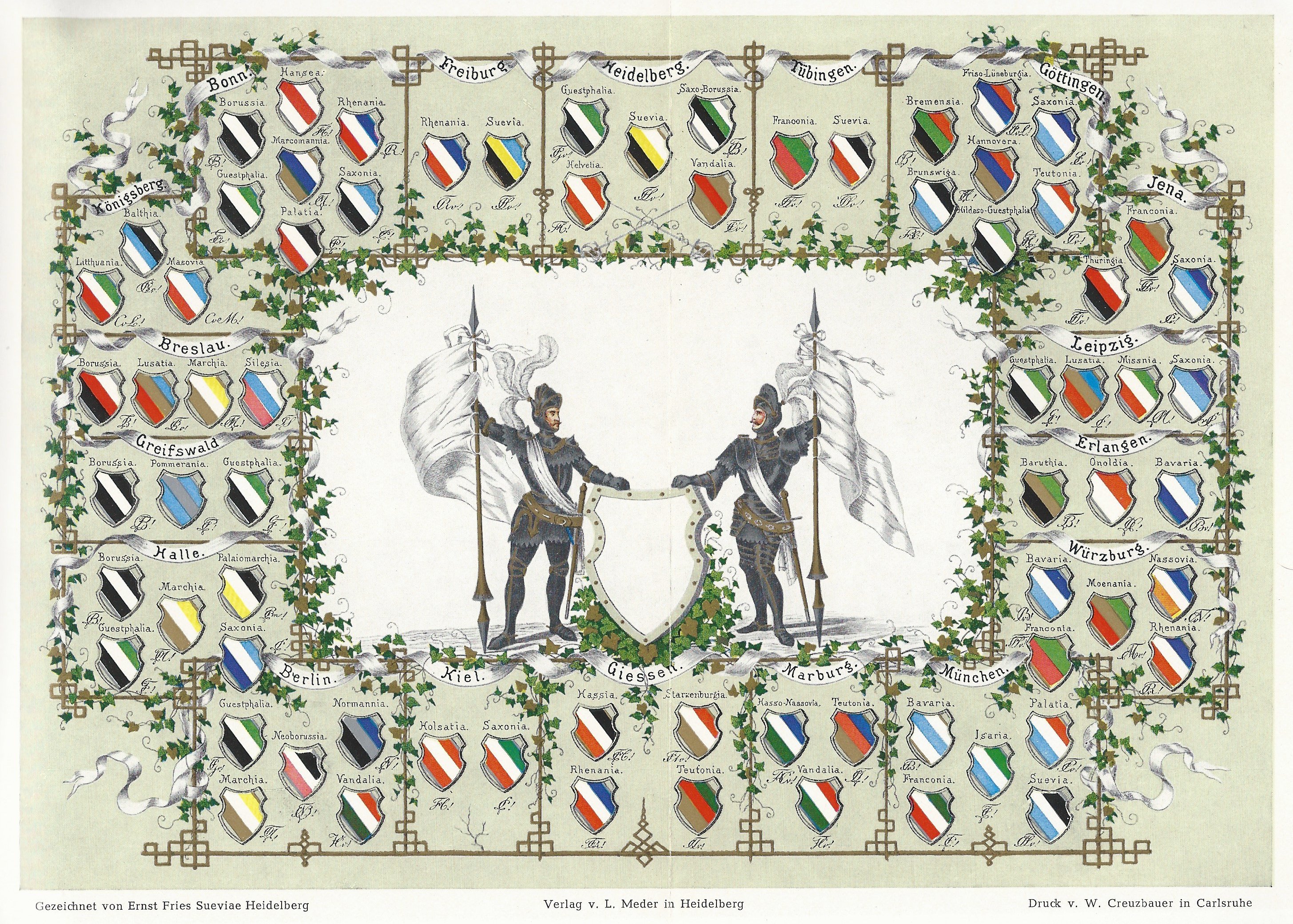
Der Kösener Senioren-Convents-Verband im Jahr 1859

In die Zeit der Spaltung fiel auch die Gründung des Kösener Senioren-Convents Verbandes. Da der konservative SC um Marchia, Guestphalia und Pomerania von den SC zu Jena, Leipzig und Berlin als der rechtmäßige angesehen wurde, hatte er im Gegensatz zum progressistischen SC, der nur einen beratenden Sitz hatte, den entscheidenden Sitz inne.
Bad Kösen mit dem mutigen Ritter und der Rudelsburg, die zuvor schon oft Treffpunkt des ASC zwischen Jena, Leipzig und Halle gewesen war, wurden als ständiger Treffpunkt der SC festgelegt.
Nach der überwundenen Spaltung und der Verbandsgründung brachen für die Corps des SC ruhigere Zeiten an. 1853 führte der SC den Bestimmzettel. anstelle der vorher üblichen Kontrahagen ein und gestattete 1859 die Nutzung der Paukbrille.
Während der Feierlichkeiten anlässlich der 50-jährigen Vereinigung der Universitäten Halle und Wittenberg kam es zu Streitigkeiten zwischen dem Festzug und Angehörigen des SC, infolgedessen die drei damals bestehenden Corps verboten wurde. Das Verbot bestand bis ins Wintersemester 1867/68, weshalb die Corps in dieser Zeit mit Mützen aus grauer Sackleinwand paradierten.

#### Erweiterung des SC und Häuserkauf

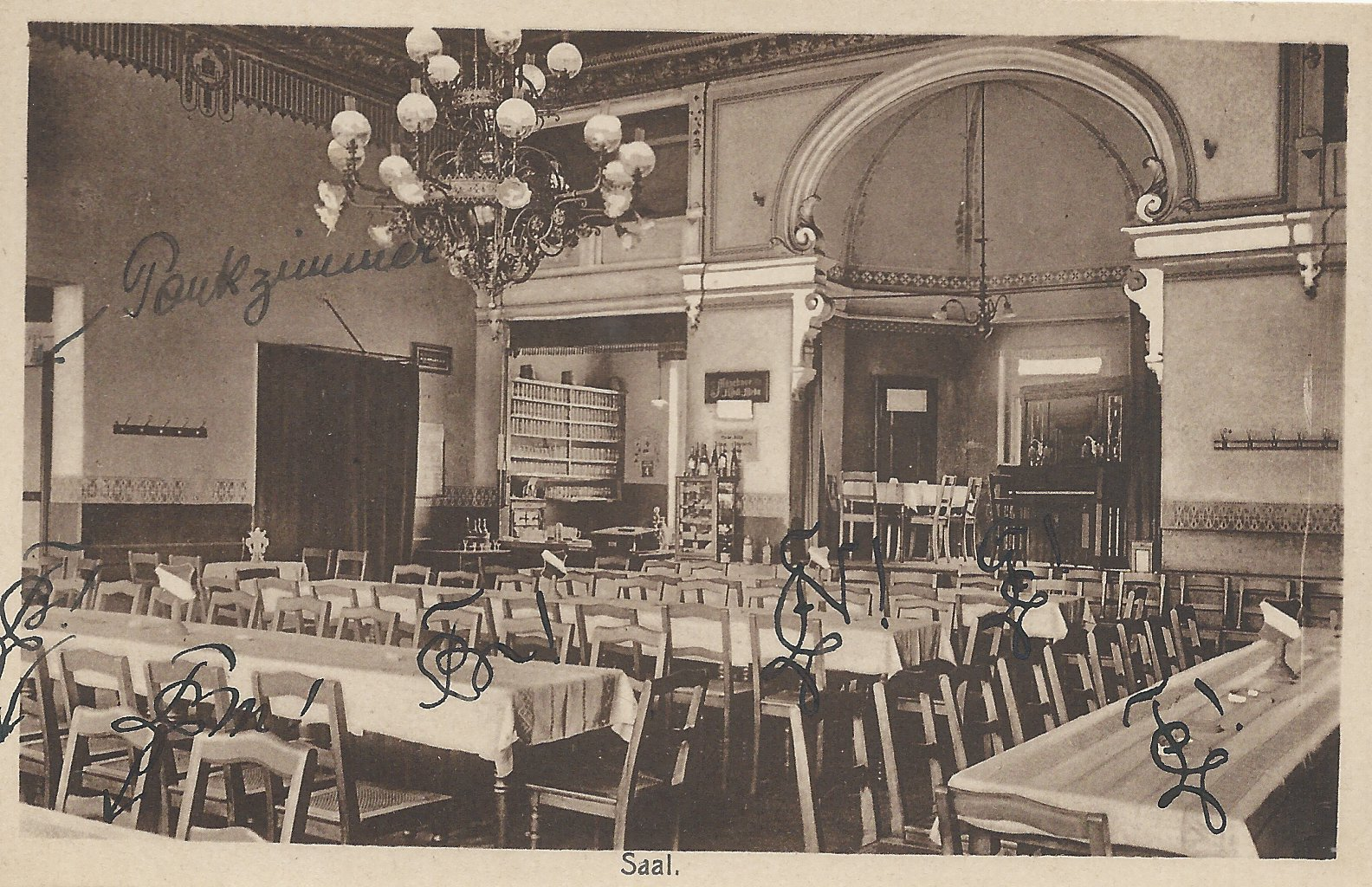
Kramers Restaurant, SC Pauklokal in den 1920er Jahren, Innenansicht

Das Aufkommen anderer Korporationsformen und die Emanzipation der Freistudentenschaft nach 1860 reduzierten die Funktion der Corps und des Senioren-Convents auf interne Belange. Schon 1864 hatte Saxonia erneut suspendieren müssen und die folgenden Einigungskriege hatten den Bestand des SC weiter geschwächt. Guestphalia musste 1870–1874 kurzzeitig suspendieren, Marchia war 1866 eingegangen. So kam es dem SC recht, dass sich einige Verbindungen in ihrer Ausrichtung zu Corps entwickelt hatten und Anschluss an den SC suchten. Den Anfang machte die ehemalige Progressverbindung Normannia, die sich 1876 dem SC anschloss. Ihr folgten 1877 eine neue Pomerania und Salingia, 1878 Teutonia und zuletzt 1897 Neoborussia. Durch diese Beitritte konnte der SC seinen Bestand vergrößern und halten.
Ab Ende der 1880er begannen auch die Hallenser Corps über eigene Häuser nachzudenken, um sich aus den bis dahin gepflegten Pumpverhältnissen mit unterschiedlichen Kneipen zu befreien. Als erstes bezog Borussia 1887 ein eigenes Heim, ihr folgten bis 1913 Guestphalia (1888), Palaiomarchia (1890), Teutonia (1891) und Neoborussia (1913). Saxonia hatte 1891 erneut rekonstituiert, hielt sich aber nur bis 1896 und suspendierte dann endgültig. Normannia hatte den Hauskauf zwar schon beschlossen, da sie aber 1899 suspendieren musste, wurde er erst nach der erfolgten Rekonstitution 1921 verwirklicht.

Während des Ersten Weltkriegs ruhte die Aktivität bei den meisten Corps, deren Mitglieder sich in den anschließenden Märzkämpfen in Mitteldeutschland beteiligten. Die Corpsstudenten Heinrich Vathje, Robert Drum, Richard Lüdecke und Rudolf Schwenke fielen in ihrem Verlauf.

#### Zeit des Nationalsozialismus und Neuanfang in Westdeutschland

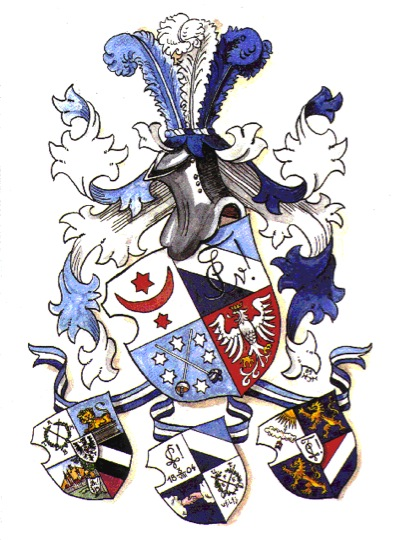
Vollwappen des Corps Saxonia Konstanz

Die Gleichschaltung im egalitären Nationalsozialismus brachte das Ende der Corps und damit des Hallenser SC. Bis Ende Oktober 1935 hatten alle Corps suspendiert und an ihre Stelle trat ab Oktober 1938 die Kameradschaft „Gustav Nachtigal“ im NSDStB, die auf dem Haus der Palaiomarchia untergebracht war. Ihr traten etwa 50–60 % der Alten Herren aller Hallenser Corps bei. Außer Palaiomarchia nahm kein Altherrenvorstand besonderen Einfluss auf die Kameradschaft, die sich ab 1942 – möglicherweise unter Einfluss der Kameradschaft Markgraf von Meißen in Leipzig – zum Korporationswesen hin entwickelte. Sie wurde 1944 wegen Desinteresses aufgelöst.
Nach dem Zweiten Weltkrieg konnten in Westdeutschland die meisten Corps am alten Ort wiedererstehen. Das war den Verbindungen aus den Ostgebieten des Deutschen Reiches und aus Mitteldeutschland versagt. Deshalb kamen Vertreter der sechs bis 1935 bestehenden Hallenser Corps am 22. Oktober 1949 in Hannover zusammen. Sie beschlossen, den Hallenser SC auch im westdeutschen Exil fortzuführen und am Wiederaufbau des KSCV und Verbandes Alter Corpsstudenten mitzuwirken. Zur beabsichtigten Rekonstitution des SC mit Sitz in Hannover kam es allerdings nicht. Auch wurde der Gedanke angeregt ein gemeinsames Nachfolgecorps zu stiften und hierbei auf den Namen eines der beiden altsuspendierten Corps Marchia oder Saxonia zurückzugreifen. Palaiomarchia rekonstituierte allerdings im Dezember 1949 mit dem Collegium Albertinum in Kiel. Guestphalia, Borussia, Teutonia und Neoborussia schlossen sich allerdings zum angedachten Nachfolgecorps Saxonia Frankfurt am Main zusammen, der auch die letzten noch lebenden Alten Herren der alten Saxonia Halle beitraten. Sie gaben darüber hinaus ihr Einverständnis, dass die neue Saxonia sich auf die alte Saxonia Halle berufen dürfe. Normannia, an der Neugründung nicht beteiligt, rekonstituierte 1951 im Erlanger Senioren-Convent. Borussia und Guestphalia scherten später aus der Gemeinschaftsgründung aus und Borussia rekonstituierte im SC zu Mainz (1955), Guestphalia im SC zu Münster (1958).

#### Rückkehr nach Halle
Nach dem Mauerfall im November 1989 und der darauffolgenden deutschen Wiedervereinigung, war es auch den vertriebenen Corps wieder möglich, in ihre alte Universitätsstadt zurückzukehren. Mit der Rekonstitution der Palaiomarchia in Halle am 4. Mai 1991 wurde der Hallenser SC wiederhergestellt. Im November 1991 kehrte auch Borussia nach Halle zurück. Mit der Verlegung der Guestphalia besteht der Hallenser SC seit 2006 wieder aus drei Corps, Normannia hat ihren Sitz weiterhin in Gießen. Das Nachfolgecorps Teutonias und Neoborussias war von 1972 bis 1984 suspendiert und ist seitdem in Konstanz ansässig.

## Corps im Hallenser Senioren-Convent

### Askano-Thuringia
Askano-Thuringia entstand durch Namensvorsatz am 21. Juli 1828 aus der Thuringia (II), da zahlreiche anhaltinische Landesangehörige aufgenommen worden waren. Wenig später zwischen 1829 und 1830 kehrte man wieder zum alten Namen zurück.

### Borussia (I)
Borussia (I) entstand im Sommersemester 1811 aus der „Res Publica“ die sich im Zuge des Oelzeschen Skandals gebildet hatte und trug die Farben schwarz-weiß. Sie musste Ostern 1813 aufgrund der Auflösung der Universität suspendieren. Borussia wurde nicht rekonstituiert und es ist bisher sonst nichts über sie bekannt geworden. Im Anschluss an die Befreiungskriege schlossen sich die rückkehrenden Mitglieder der am 11. Januar 1814 im urburschenschaftlichen Sinn gestifteten Teutonia an.

### Borussia (II)
Um 1833/34 wurde eine Borussia (II) mit den Farben schwarz-weiß-schwarz und dem Wahlspruch „Virtus bonorum corona“ gestiftet. Sie änderte im Sommersemester 1835 ihren Namen zu Neoborussia (I).

### Cheruscia
Am 8. März 1847 stiftete sich das Kränzchen der Naumburger, welches drei Tage später am 11. März in den AC aufgenommen wurde. Am 28. Juli 1848 änderte das Kränzchen seinen Namen zu Cheruscia und wurde mit den Farben schwarz-weiß-blau in den progressistischen Teil des damals gespaltenen SC rezipiert. In der Zeit um 1849/50 musste Cheruscia suspendieren und ist nie rekonstituiert worden.

### Franconia
Wohl Ende 1844 bildete sich das Kränzchen Lapponia und meldete sich 1845 dem SC. Am 25. Januar 1846 hielten die Mitglieder auf Einladung des Verwalters ein Gelage auf dem Gut Schwaetz ab, welches auch den Behörden nicht unbekannt blieb. Vielleicht auch deshalb änderten sie noch vor August 1846 den Namen zu Franconia. Nachdem eine Aufforderung des progressistischen Teils des damals gespaltenen SC vom 31. Juli 1848, sich diesem anzuschließen, noch abschlägig behandelt wurde, erklärte sich Franconia wenig später zum Corps und wurde am 21. Februar 1849 in eben diesen SC rezipiert. Aus Mitgliedermangel musste Franconia am 9. Juni 1850 die Suspension erklären und wurde nie rekonstituiert. Die Farben waren grün-weiß-rot, der Wahlspruch „Fama virtutis comes“.

### Halberstadensia
Nachdem Halberstädter Studenten zuvor im Kränzchen der Magdeburger aufgenommen wurden, stifteten diese am 21. Mai 1795 ein eigenes Kränzchen mit den Farben rot-weiß. Es wurde weniger als ein Jahr später im März 1796 verboten und musste sich am 31. März kurzzeitig auflösen. In den Kartellpunkten der Hallenschen Kränzchen werden Halberstadensia die Rekrutierungsgebiete Halberstadt, Quedlinburg, Wernigerode, Hohenstein, Braunschweig, Hildesheim, Mühlhausen, Nordhausen und Goslar zugesprochen. Nach der 1801 in Aussicht gestellten Amnestie bei freiwilliger Selbstanzeige meldeten die Halberstädter den Behörden 20 Mitglieder und wurden am 26. Januar 1802 wie alle Kränzchen verboten. Kurz darauf vereinigten sie sich am 21. Juni 1802 mit den Magdeburgern zu ersten hallenser Saxonia.

### Magdeburgia
Das magdeburgische Kränzchen wurde am 7. Juni 1792 gestiftet, trug die Farben grün-weiß und nahm ab Weihnachten 1793 auch Studenten aus Halberstadt auf. Dies änderte sich ab Februar 1795. Statt Halberstädter Studenten, die im Mai 1795 ein eigenes Kränzchen stifteten, wurden fortan auch Sachsen aufgenommen. Wie alle Kränzchen wurde Magdeburgia im März 1796 verboten und musste am 31. März kurzzeitig suspendieren. In den Kartellpunkten der Halleschen Kränzchen wurden Magdeburgia die Rekrutierungsgebiete Magdeburg, Mansfeld, Sachsen und der fränkische Kreis zugesprochen. Magdeburgia meldete den Behörden Ende 1801 33 Mitglieder, bevor am 26. Januar 1802 erneut alle Kränzchen verboten wurden. Im Anschluss vereinigte sich Magdeburgia am 21. Juni 1802 mit dem Kränzchen der Halberstädter zur ersten Hallenser Saxonia. Der Wahlspruch der Magdeburger war „Fide, sed cui maxime vide!“.

### Neoborussia (I)
Neoborussia (I) entstand im Sommersemester 1835 durch Namensänderung der Borussia (II). Sie hatte die Farben schwarz-weiß-rosa und musst noch im selben Jahr suspendieren. Weiteres ist bisher nicht bekannt geworden.

### Neomarchia
Am 7. März 1820 spalteten sich einige Mitglieder der Marchia (II) ab und stifteten eine Neomarchia mit den Farben rot-weiß-dunkelgrün und dem Wahlspruch „Succurrere cadenti!“, die am 9. Mai 1820 in den SC rezipiert wurde. Bald darauf änderte man am 7. Juni 1820 den Namen in Thuringia (I).

### Palatina
1819 bildete sich eine Verbindung mit dem Namen Tuiskonia, die um Aufnahme in den SC suchte. Dieser lehnte jedoch deren Namen ab, sodass sie ihn zunächst in Alemannia, dann in Rugia und schließlich in den vom SC akzeptierten Namen Palatina änderte. Sie wurde am 27. Juli 1819 in den SC rezipiert, löste sich jedoch schon am 26. September 1819 wieder auf. Es wird vermutet, dass es sich hierbei wohl um einen Versuch der Burschenschaft handelte den SC zu sprengen, der jedoch nach kurzer Zeit aufgegeben wurde. Hierfür sprächen auch die zunächst gewählten Namen und die Farben der Palatina, welche mit schwarz-rot-gold angegeben werden.

### Pomerania (I)
Pomerania (I) wurde am 9. September 1791 gestiftet und trug die Farben hellblau-weiß. Nach dem am 8. März 1796 ergangenen Verbot aller Kränzchen, wurde Pomerania wie die übrigen am 31. März aufgelöst, rekonstituierte aber schon weniger als drei Monate später am 18. Juni. Nachdem am 3. November 1801 eine Amnestie bei Selbstanzeige angekündigt wurde, meldete Pomerania 41 Mitglieder und wurde am 26. Januar 1802 wie alle anderen Kränzchen verboten, rekonstituierte allerdings erneut wenige Monate später. Am 13. März 1803 beteiligte sie sich am Duell bei Reideburg, bei dem ihr Senior Gibson die erste Partie focht und seinen Leipziger Gegenpaukanten verwundete. Wie alle Kränzchen suspendierte Pomerania, nachdem die Universität am 19. Oktober 1806 durch Napoleon aufgelöst wurde.
Pomerania wurde wie Marchia (I) erst im Sommer 1811 durch Mitglieder der „Res Publica“ (siehe Borussia I) rekonstituiert.
Als die Universität Ostern 1813 im Zuge der Befreiungskriege erneut aufgelöst wurde, musste auch Pomerania wieder suspendieren. Vier ihrer Mitglieder waren schon zuvor am 13. Februar mit den Angehörigen der Marchia zu Fuß nach Breslau geeilt, um sich dem dort gebildeten Lützower Freicorps anzuschließen. Im Anschluss an die Befreiungskriege schlossen sich die rückkehrenden Mitglieder der am 11. Januar 1814 im urburschenschaftlichen Sinn gestifteten Teutonia an.

### Pomerania (II)
Pomerania (II) wurde schon kurz vor der offiziellen Selbstauflösung der Hallenser Teutonia am 12. Februar 1819 mit den Farben blau-weiß gestiftet und legte sich die Konstitution der Berliner Pomerania (1814–1818) zugrunde. Wie die übrigen Kränzchen, musste auch Pomerania am 21. Juni 1820 aufgrund des behördlichen Drucks suspendieren und rekonstituierte am 16. November 1820 mit neuer Konstitution. Als Wahlspruch wählte man „ubi patria, ibi bene“.
Am 30. Mai 1830 änderte man die Farben zu blau-weiß-blau mit silberner Perkussion. Zu dieser zeit kneipte Pomerania beim Gastwirt Rose in Giebichenstein. Eine Untersuchung Anfang 1834 ergab die Existenz der Pomerania und diese musste wohl in deren Folge suspendieren.

### Pomerania (III)
Pomerania (III) wurde am 17. November 1843 mit den Farben hellblau-weiß-hellrot gestiftet und stand mit einer der früheren Pomeranias in keinerlei Zusammenhang. Sie wurde bald nach ihrer Stiftung in den damals gespaltenen SC um die progressistischen Corps Borussia und Marchia rezipiert. Im Juli 1848 schlug sie sich auf die Seite der konservativen Corps. Pomerania musste schon am 6. Juli 1851 suspendieren und wurde nicht wieder rekonstituiert. Ihr Wahlspruch war „Ubi patria ibi bene“.

### Pomerania (IV)
Als Verein am 11. November 1865 mit den Farben hellblau-weiß-schwarz gestiftet, wurde Pomerania (IV) 1869 zunächst (neue) Landsmannschaft im damals neu gegründeten Coburger LC. Wenige Jahre später schied Pomerania im Zuge des ersten sogenannten „Corpskrachs“ aus dem LC aus und meldete sich zur Aufnahme beim SC. In diesen wurde sie am 11. Dezember 1876 als renoncierendes Corps aufgenommen und am 26. April 1877 rezipiert. Nach dem am 25. Juli 1878 gefassten Beschluss, Pomerania müsse erneut renoncieren, musste diese am 2. Juli 1879 dem SC ihre Suspension melden.
Pomerania (IV) wurde später als Landsmannschaft rekonstituiert und besteht heute als Fusion zwischen Pomerania Halle und Pomerania Aachen als Landsmannschaft in Aachen. Sie beruft sich auf die alte Pomerania (I) und führt als Stiftungsjahr 1792.

### Rhenania
Rhenania wurde am 25. Juni 1827 mit den rheinischen Farben blau-weiß-rot gestiftet, musste jedoch schon am 22. Mai 1828 suspendieren. Weiteres ist nicht von ihr erhalten geblieben.

### Salingia

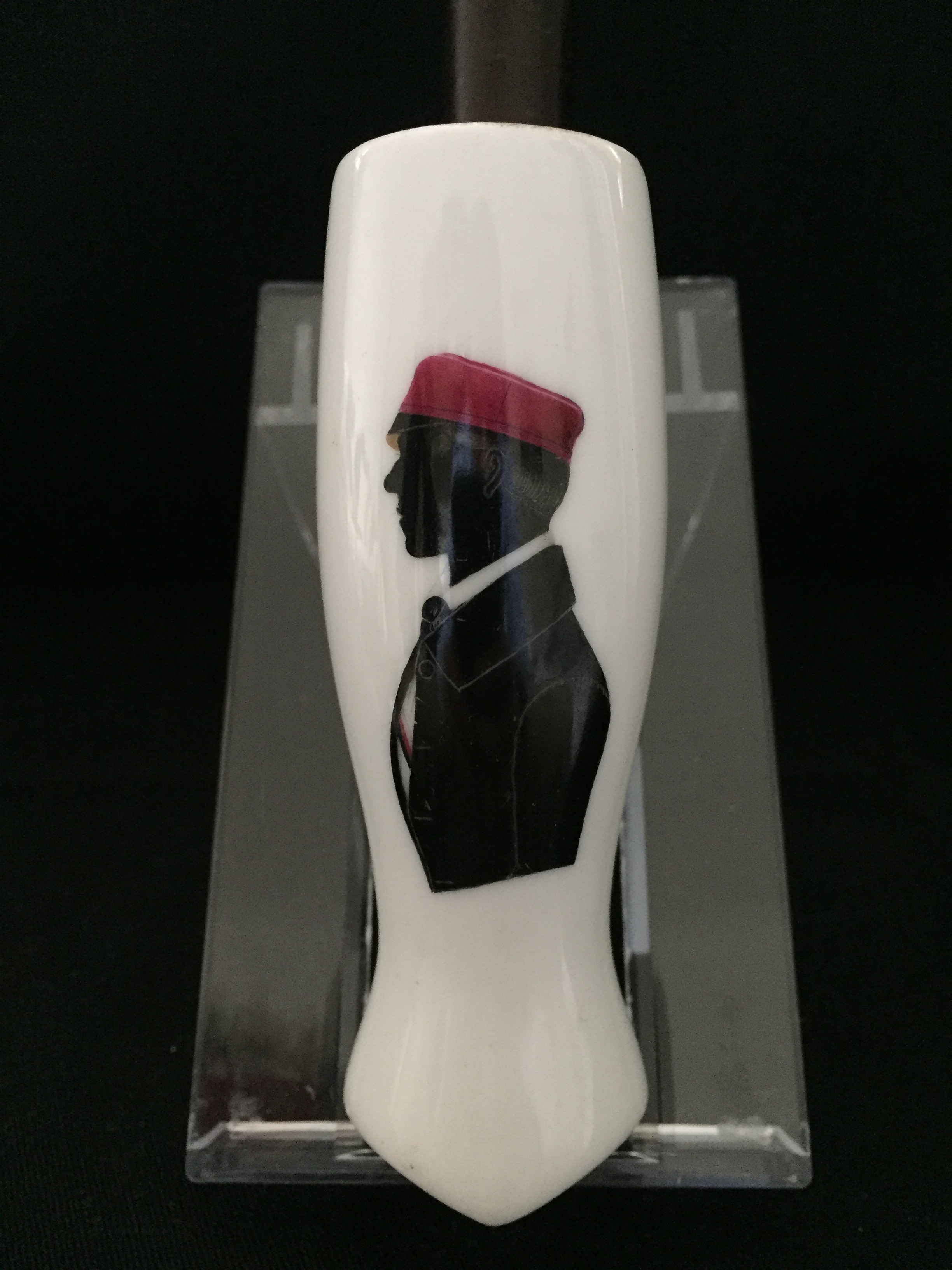
Pfeifenkopf mit Silhouettendarstellung der Salingia Halle von 1851

Ihre Ursprünge nimmt das Corps Salingia Halle in der am 17. Dezember 1845 gestifteten Progressverbindung Salingia, die lange Zeit der Burschenschaft zuneigte, bis die Aktiven am 1. November 1877 entschieden, Corps zu werden. Ab dem 6. November 1877 renoncierte man beim SC, in den man am 3. Dezember 1878 rezipiert wurde. Wenige Jahre später musste Salingia am 23. Februar 1882 aus Mitgliedermangel suspendieren. Ein Rekonstitutionsversuch mit Unterstützung ehemaliger Aktiver des Weinheimer Corps Salingia Berlin vom 4. Juni 1930 wurde auf dem oKC 1931 nicht anerkannt, weshalb Salingia daraufhin am 3. Juni 1931 ihre Tradition an das ehemals aus ihr entstandene Corps Neoborussia übergab. Die Farben waren schwarz-rot-weiß (von unten), der Wahlspruch „Treu, fest, wahr!“.
Die damals nicht mit dem Übertritt zum SC einverstandenen Alten Herren rekonstituierten Salingia 1896 zunächst als Verein deutscher Studenten und dann als Burschenschaft. Diese besteht nach Fusion mit der Burschenschaft Rhenania Halle heute noch als Alte Hallesche Burschenschaft Rhenania-Salingia in Düsseldorf.

### Silesia
Das schlesische Kränzchen wurde im Winter 1791/92 gestiftet und gab sich am 12. Januar 1792 eigene Statuten, welche am 30. Mai 1794 geringfügigen Änderungen unterworfen wurden. Die Farben waren weiß-blau. Beim allgemeinen Verbot der Kränzchen 1796 löste sich auch Silesia am 31. März auf, wurde aber wohl wie die übrigen Kränzchen kurze Zeit später rekonstituiert. Nach dem Aufruf zur Selbstanzeige 1801 meldete Silesia 50 Mitglieder und wurde schließlich wie alle Kränzchen am 26. Januar 1802 verboten, jedoch kurz darauf rekonstituiert. Da die übrigen Kränzchen davon ausgingen, Silesia sei der Grund für die Untersuchungen gewesen, wurde sie zunächst nicht wieder in das bestehende Kartell aufgenommen, sondern konnte diesem erst am 11. September 1803 wieder beitreten. Aus diesem Grund blieb auch eine Beteiligung der Silesia am Duell bei Reideburg aus. Ihre Farben wechselten zwischen 1804 und 1806 zu rot-schwarz-weiß. Als Napoleon die Universität 1806 auflösen ließ, suspendierte auch Silesia und trat danach nicht wieder in Erscheinung.

### Sileso-Borussia
Aufgrund von Differenzen in Bezug auf die Stellung zum SC traten einige Mitglieder aus der Saxonia aus und stifteten am 24. Februar 1823 eine Sileso-Borussia mit den Farben weiß-schwarz-rot-weiß und dem Wahlspruch „Beatus soli virtuti confidens“. Nach der erfolgten Renoncierung beim SC am 2. März wurde Sileso-Borussia am 12. März 1823 in den SC rezipiert. Als es 1826 zu einer Schlägerei zwischen Studenten und Handwerkern kam und Sileso-Borussia im Anschluss keines ihrer Mitglieder nennen konnte, welches dem Ruf „Burschen heraus!“ gefolgt war und sich an der Schlägerei beteiligt hatte, wurde sie am 28. November in den Verruf gesteckt. Ihre Wiederaufnahme fand am 14. Februar 1827 statt und kurz darauf änderte man den Namen am 22. März zu Thuringia (II).

### Thuringia (I)
Thuringia (I) entstand durch Namensänderung der Neomarchia am 7. Juni 1820. Ihre Farben waren dunkelgrün-rot-weiß und sie war der Grund dafür, warum Saxonia Halle ihre Farben 1820 zu dunkelblau-weiß-hellblau (von unten) änderte. Den Wahlspruch übernahm man von Neomarchia. Nach mehreren kurzen Suspensionen verliert sich Anfang 1824 die Spur dieser Thuringia.

### Thuringia (II)
Thuringia (II) entstand durch Namensänderung der Sileso-Borussia am 22. März 1827. Die Farben waren grün-rot-weiß. Obwohl das Kantonsprinzip schon seit einigen Jahren aufgehoben war, sah man sich am 21. Juli 1828 dazu genötigt den Namen zu Askano-Thuringia zu ändern, nachdem man zahlreiche anhaltinische Landesangehörige aufgenommen hatte. Diese Änderung wurde schon wenig später zwischen 1829 und 1830 rückgängig gemacht. Im November 1833 musste Thuringia schließlich suspendieren und wurde nicht rekonstituiert.

### Thuringia (III)
Die Thuringia (III) wurde am 7. März 1843 mit den Farben schwarz-weiß-rot gestiftet und knapp ein Jahr später am 11. März 1844 in den SC rezipiert. Nach einer kurzzeitigen Suspension vom 25. Januar bis 15. Juli 1848, musste sie erneut am 20. November 1851 suspendieren. Mitglieder des Corps Saxonia rekonstituierten Thuringia am 6. August 1855 mit umgekehrter Farbreihenfolge, konnten sie aber nur bis zum 2. November halten. Danach wurde Thuringia nicht mehr erneuert.

### Thuringo-Guestphalia
Das Corps Thuringo-Guestphalia wurde am 3. August 1834 mit den Farben grün-rosa-schwarz und dem Wahlspruch „Neminem time, neminem laede!“ gestiftet. Es ist nichts weiteres bekannt, außer, dass es schon im Laufe des Jahres 1835 suspendieren musste.